# Panzerselbstfahrlafette IVc
8,8 cm FlaK auf Sonderfahrgestell (Panzerselbstfahrlafette IVc) – niemieckie samobieżne działo przeciwlotnicze używane podczas II wojny światowej.

## Historia
Początkowo podwozie Pz.Sfl. IVc zostało zaprojektowane do montażu na nim działa przeciwlotniczego kal. 88 mm do użycia go jako działo szturmowe. Później plany zmieniono i miało ono pełnić funkcję niszczyciela czołgów, ale pod koniec 1941 r. i z tego pomysłu zrezygnowano. W czerwcu 1942 r. do projektu powrócono i zaplanowano budowę pojazdu przeciwlotniczego. W tym celu zamówiono w firmie Krupp dwa eksperymentalne wozy, które miały być dostarczone w połowie 1943 roku. Następnym powołaniem Pz.Sfl. było działo samobieżne. zamontowano na nim działo kalibru 105 mm, które było ulepszoną wersją haubicy zamontowanej na dziale samobieżnym Wespe.
Pojazd zdecydowano się jednak uzbroić w nowe działo przeciwlotnicze 8,8 cm Flak 41 L/71 kal. 88 mm. Podobnie jak wiele innych niemieckich projektów wojskowych w czasie wojny nie został on ukończony. Do listopada 1943 r. nie ukończono jeszcze prac nad pojazdem, a odpowiedzialna za projekt Luftwaffe anulowała zamówienie na drugi prototyp. W styczniu 1945 r., powołując się na różne przyczyny, Reichminister Albert Speer rozkazał zakończyć prace konstrukcyjne nad 8,8 cm FlaK auf Sonderfahrgestell.
Jedyny istniejący egzemplarz był testowany w Danii w marcu 1944 roku. Zarówno broń, jak i jej koncepcja zostały uznane za przestarzałe. Później zamieniono działo 8,8 cm FlaK 41 L/71 na 8,8 cm FlaK 37 L/56. Po przezbrojeniu pojazd został wysłany na testy polowe do Włoch do Heeres-Flakartillerie-Abteilung (Sf) 304. (304. dywizjon samobieżnej artylerii przeciwlotniczej), który był przydzielony do 26 Dywizji Pancernej.